# 로살리아 아르테아가

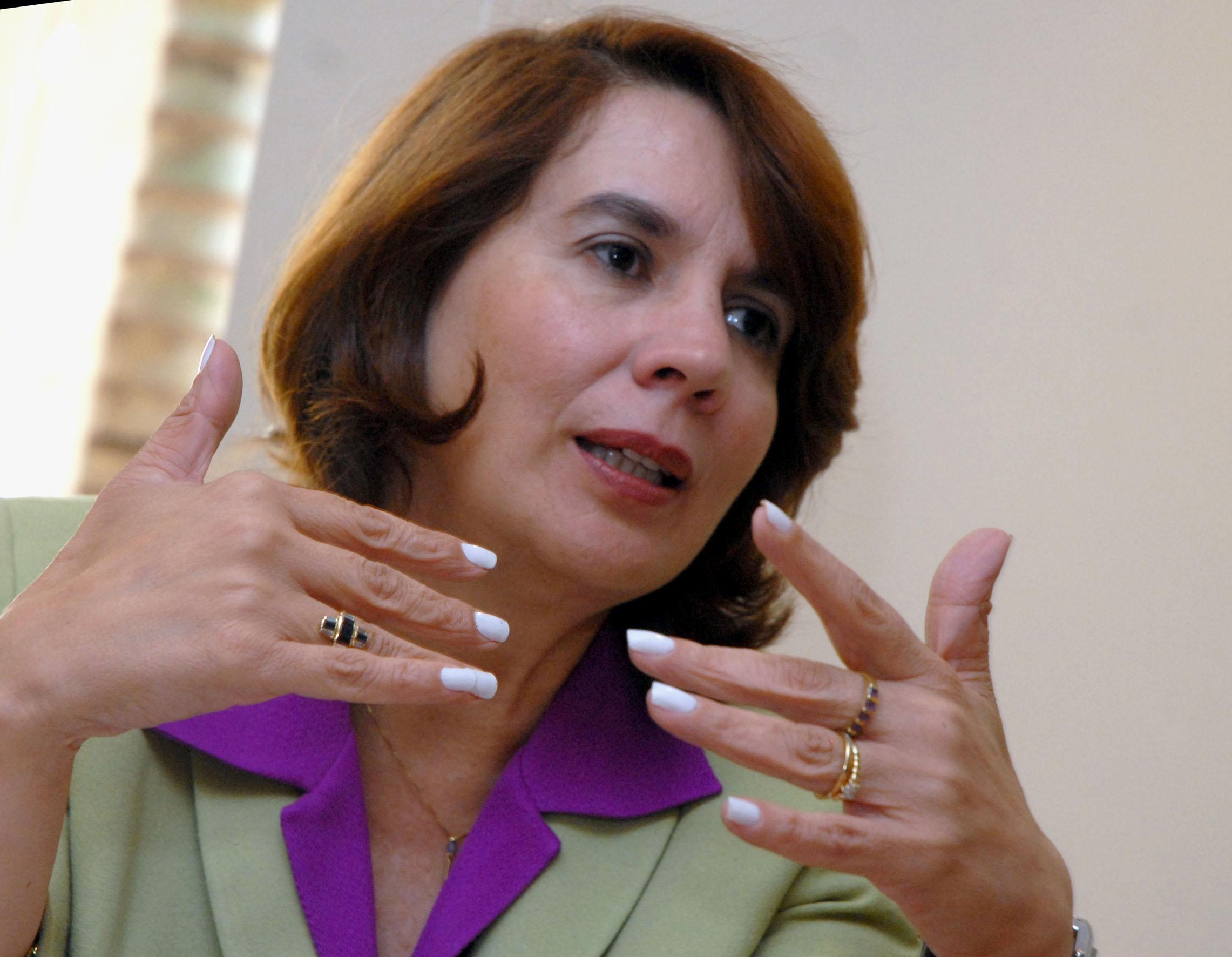
로살리아 아르테아가

로살리아 아르테아가(Rosalía Arteaga, 1956년 12월 5일 ~)는 에콰도르의 여성 정치인이다. 에콰도르 최초의 여성 대통령이기도 하다.

## 생애
쿠엥카 출신이다. 과거 교육부 장관을 지냈고, 1996년에는 부까람대통령의 러닝메이트로서 부통령이 되었다. 하지만 부까람의 무능력과 부패로 인해 일찌감치 독자 노선을 걸었다().
그러한 가운데 노동자들이 총파업을 벌이기 시작했고, 급기야 대규모 시위까지 벌이게 되었다(). 시위가 심해지는 가운데 부까람은 결국 사퇴했고, 빠비안 알라르꼰이 임시 대통령이 되었다.
1997년 2월 9일 의회는 아르테아가를 새 대통령으로 선출했고, 이로써 에콰도르는 최초로 여성 대통령을 배출했다. 집권 이후 그녀는 혼란에 빠진 나라를 구하겠다고 약속했다().
하지만 이것은 쉬운 일이 아니었다. 군부의 반발이 계속되는 가운데, 일주일도 채 안돼서 대통령이 또 교체될 듯한 불안을 보였다. 전 임시 대통령 알라르꼰은 아르테아가에 대한 반감을 보였고, 그녀가 물러나기를 기다릴 뿐이었다(). 의회의 동의를 얻으면 안정을 취할 수 있었지만, 불행히도 겨우 이틀만에 군의 반발로 축출되고 말았다(). 이후 1998년 대선에 출마했으나 패하고 말았다.